# Yuzu
Yuzu (яп. ゆず Юдзу) — японский фолк-рок-дуэт. Оба участника — Юдзин Китагава и Кодзи Ивасава — из префектуры Йокогама. Оба учились в Окамурской средней школе.
Начинала группа как уличные музыканты. В свой «уличный период» дуэт в основном выступал перед универмагом «Ноздавая» в Исэдзакитё в административном районе Нака города Йокогама, префектура Канагава.

## История
Участники дуэта впервые встретились в начальной школе, но в то время они не были особо знакомы, потому что учились в разных классах. В средней школе они оказываются в одном классе и начинают становиться друзьями. Например, в средней школе они вместе пели песню «Haru Ichiban» гёрл-группы Candies. Хотя потом они пошли в разные старшие школы, они вместе играли в организованной по окончании старшей школы группе. Китагава был в ней ударником, Ивасаса вокалистом (Китагава пришёл в группу на замену предыдущему ударнику). «С остальными двумя (басистом и гитаристом) [они] не сочетались», так вот и возник дуэт.

## Состав
- Юдзин Китагава (яп. 北川悠仁 Китагава Ю:дзин, род. 14 января 1977)
- Кодзи Ивасава (яп. 岩沢厚治 Ивасава Кодзи, род. 14 октября 1976)

## Дискография
См. «Yuzu (band) § Discography» в английском разделе.

## Награды и номинации

### Japan Record Awards
| Год  | Номинируемая работа | Категория     | Результат |
| ---- | ------------------- | ------------- | --------- |
| 2013 | Land                | Лучший альбом | Победа    |